# سد فارع
سد فارع (به عربی: سد الفارع) یک منطقهٔ مسکونی در عربستان سعودی است که در مدینه واقع شده‌است.